# Eufemia Malinowska
Eufemia Malinowska, ps. Myszka, kons. Eufemia Pilichowska (ur. 16 września 1909 w Łodzi, zm. 24 kwietnia 1975 tamże) – polska podporucznik, w konspiracji dowódca plutonu łączności batalionu Pobóg (dowódca por. Marian Malinowski ps. „Pobóg”) wchodzącego w skład Grupy Operacyjnej WP „Edward” pod dowództwem pułkownik Edwarda Pfeiffera „Radwana”, w powstaniu warszawskim dowódca drużyny łączności 4 kompanii VIII Zgrupowania AK „Krybar” walczącym na Powiślu, więzień obozów jenieckich w Bergen-Belsen oraz Oberlangen, oficer łącznikowy 1 Dywizji Pancernej gen. Maczka.

## Życiorys
W okresie międzywojennym pracownica Biura Urzędu Ewidencji Zarządu Miejskiego i Szkolnictwa Zawodowego w Łodzi, praca społeczna – Polski Związek Zachodni, Polski Czerwony Krzyż.
We wrześniu 1939 roku powołana do służby wojskowej w łączności. W akcji Wojsk Polskich między Równym a Łuckiem podzieliła los wszystkich żołnierzy walczących na tym odcinku – niewolę radziecką. W dziesiątym dniu niewoli, udana, zorganizowana przez majora Ciążyńskiego, ucieczka z transportu na wschód i powrót do kraju.
W latach 1940–1944 brała udział w ruchu oporu w Warszawie – ZWZ-AK, Grupa Operacyjna WP „Edward”. W powstaniu warszawskim była dowódcą plutonu łączności w Zgrupowaniu „Krybar” walczącym na Powiślu. Po kapitulacji powstania znalazła się w obozie jenieckim w Bergen-Belsen, a następnie Oberlangen, wyzwolonym 18 kwietnia 1945 przez oddziałały 1 Dywizji Pancernej generała Maczka. Mianowana podporucznikiem. Do kraju powróciła w kwietniu 1946 roku.
Od 30 października 1939 roku żona Mariana Malinowskiego ps. „Pobóg”, miała syna: Janusza (ur. 1947 w Łodzi, zm. 1993).

## Odznaczenia
Krzyż Walecznych, Krzyż Armii Krajowej, Warszawski Krzyż Powstańczy (pośmiertnie), Medal Wojska 4-krotnie